# 外耳炎
外耳炎（otitis externa）又称游泳耳（swimmer's ear），是指外耳道或耳廓的炎症，但常特指外耳道炎。外耳炎常見的症狀有耳部疼痛、耳道腫脹，偶爾也會有聽力減退的情形。若動到外耳，多半會感覺疼痛。一般來說外耳炎不太會發燒，只有在嚴重時才會發高燒。
外耳炎有分為急性（六周以下）及慢性（逾三個月）兩種。急性外耳炎一般肇因於細菌感染，而慢性外耳炎則一般源自於過敏或自體免疫疾病。風險因子包含游泳、挖耳朵時傷到耳道、使用助聽器或耳塞等等。另外牛皮癬或皮膚炎等等皮膚疾病也可能導致外耳炎。糖尿病患者可能罹患更嚴重的惡性外耳炎（Malignant otitis externa），診斷會依症狀及病徵來進行。在慢性外耳炎及重症患者建議進行微生物培養，以利選用適當的抗生素治療。
醋酸耳滴劑可用於預防外耳炎，治療則一般使用抗生素耳滴劑，例如氧氟沙星等等。類固醇有時也會作為添加物加入抗生素中，止痛部分則可考慮使用布洛芬等等。只有在患者免疫功能不佳，或是耳朵周圍有蜂窩組織炎的現象，才建議使用口服抗生素。通常給藥後一天內即可見效，慢性外耳炎則必須針對潛在原因進行治療。
每年全球有 1-3% 的人會得到外耳炎，其中95%以上為急性，約10%的人口在一生中某個時間點曾得過外耳炎。本疾病在7至12歲的小孩以及年長者最為常見，男性和女性罹病機會大致相等，居住於氣候較溫暖或潮濕地區的居民較容易患病。

## 外部連結
- Fluid in the Middle Ear:  A Guide for Parents, The Institute for Good Medicine at the Pennsylvania Medical Society]
- What to do if your child has swimmer's ear from Seattle Children's Hospital
- DRTBALU.com Otolaryngology online